# Brany
Brany (německy Prahn) jsou zcela zaniklá vesnice v okrese Chomutov. Stála asi tři kilometry západně od Března, ke kterému jako místní část patřila. Zanikla v roce 1981 v důsledku těžby hnědého uhlí v lomu Nástup.

## Název
Název vesnice je odvozen ze spojení „ves Branů“ nebo „ves Branovy rodiny“. Poprvé je zmiňován v predikátu Dobše z Bran. V průběhu dějiny se objevoval v řadě podob: Bronow (1571), Braun (1587), Bran (1606), Prahn (1787) nebo Brány (1848).

## Historie
První písemná zmínka o vesnici pochází z roku 1402, ale jiné zdroje uvádí uvádí již rok 1281, nebo dokonce 1239. V roce 1281 je zmiňován majitel vsi Čáslav. Kristianus von Ozza daroval roku 1328 daně vybrané v Branech oseckému klášteru a před koncem čtrnáctého století se vesnice objevuje ještě v predikátu Racka z Bran na Duchcově. Dalším známým majitelem byl Dobš z Bran uváděný v roce 1402 (Dobusche de Bran) nebo 1403. Během šestnáctého století Brany patřily k chomutovskému panství Lobkoviců. Po mocenském pádu Jiřího Popela z Lobkovic byl jeho majetek císařem Rudolfem II. zkonfiskován. Spravovala jej královská komora, která Brany s patnácti poddanými na počátku sedmnáctého století ohodnotila na více než 7 350 kop grošů.
V roce 1606 vesnici od královské komory koupil Linhart ze Štampachu, který ji připojil k ahníkovskému panství, ale po bitvě na Bílé hoře mu byl majetek zkonfiskován. Od královské komory potom panství v roce 1623 koupil Jaroslav Bořita z Martinic a až do zrušení poddanství připojil ke statku Ahníkov–Prunéřov.
Ve vsi stávaly na dvou kruhových ostrůvcích obklopených příkopy, resp. rybníky, dvě tvrze. Jedna z nich stála již od konce třináctého do konce patnáctého století na ostrůvku v rybníce u poplužního dvora v severozápadní části vesnice. Počátkem sedmnáctého století postavili Štampachové na východní straně poplužního dvora pozdně renesanční zámek. Měl podobu jednoduché obdélné budovy s jedním patrem a nečleněným průčelím. V osmnáctém století byl barokně přestavěn, ale pozdější úpravy jeho architektonickou podobu znehodnotily. Před likvidací vesnice zámek sloužil jako ubytovna pro zaměstnance státního statku.
Po třicetileté válce v Branech podle berní ruly z roku 1654 žili čtyři sedláci a jedenáct chalupníků, kteří měli dohromady 29 potahů a chovali 41 krav, 29 jalovic, 49 ovcí, 85 prasat a třináct koz. Kromě toho byla ve vsi krčma s povinností nakupovat pivo v panském pivovaru a vrchnostenský dvůr s ovčínem.
Brany ležely v zemědělské oblasti, kde se většina lidí živila chovem dobytka a pěstováním obilí, cukrové řepy a chmele. Ve vsi se nacházela pouze kaple a do kostela nebo do školy chodili místní do Račic. V letech 1839, 1842 a 1866 ves postihly rozsáhlé požáry, a v jejich důsledku se změnil vzhled vesnice. Původně přízemní domy byly zvýšeny o patro a staré dřevěné stodoly nahradily nové se zděnou konstrukcí. V letech 1881 a 1896 naopak vesnici poničily povodně rozvodněné Hutné. V roce 1887 obyvatelé založili hasičský spolek.
Asi 1,5 kilometru severovýchodně od vesnice byl v sedmdesátých letech devatenáctého století otevřen důl Ludvík se 120 metrů hlubokou strojní šachtou, ze které se těžily uhelné sloje o mocnostech 2,8 metru, 7,4 metru a 6,6 metru. Roční produkce byla maximálně 10 tisíc tun a celkem se vytěžilo šedesát až osmdesát tisíc tun uhlí, jehož část se prodávala do Chomutova. Kromě dolu byla ve vesnici také cihelna.
Po roce 1918 byly v Branech dva hostince, dva obchody, pracoval zde truhlář, švec a krejčí. Škola ve vesnici nebyla, takže děti musely docházet do Března. Železniční spojení zajišťovala trať z Chomutova do Března a vlaková zastávka byla asi jeden kilometr od vesnice. Po roce 1950 byla vesnice dosídlena přistěhovalci z vnitrozemí, ale počet obyvatel dosáhl jen poloviny stavu před druhou světovou válkou. Bylo zde také založeno jednotné zemědělské družstvo. V hospodě se hrála představení ochotnického divadla, ale zemědělské družstvo špatně hospodařilo, a jeho pozemky brzy převzal státní statek. Počet obyvatel se tak začal snižovat a úbytek ještě zrychlil s přibližující se povrchovou těžbou hnědého uhlí v prostoru Lomu Nástup – Tušimice. Většina zbývajících obyvatel se na začátku roku 1980 přestěhovala do Chomutova nebo Kadaně a následujícího roku vesnice zanikla.

## Přírodní poměřy
Brany stávaly v katastrálním území Březno u Chomutova, asi 6,5 kilometru jihozápadně od Chomutova a tři kilometry západně od Března v nadmořské výšce okolo 290 metrů. Na západě sousedily s Naší, na severu se Spořicemi, na východě s Brančíky a na jihu s Tušimicemi. Protékala jimi říčka Hutná. Oblast je součástí Mostecké pánve, resp. jejího okrsku Březenská pánev, tvořeného miocenními jezerními jíly a písky mosteckého souvrství se slojemi hnědého uhlí. Povrch byl v okolí vesnice zcela změněn povrchovou těžbou uhlí. V rámci Quittovy klasifikace podnebí Brany stály v teplé oblasti T2, pro kterou jsou typické průměrné teploty −2 až −3 °C v lednu a 18–19 °C v červenci. Roční úhrn srážek dosahuje 550–700 milimetrů, počet letních dnů je 50–60, počet mrazových dnů se pohybuje mezi 100–110 a sněhová pokrývka zde leží průměrně 40–50 dnů v roce.

## Obyvatelstvo
Pří sčítání lidu v roce 1921 zde žilo 372 obyvatel (z toho 186 mužů). Kromě 46 Čechů a dvou cizinců byli ostatní německé národnosti. K římskokatolické církvi patřilo 366 lidí, po dvou členech zde měla církev evangelická a československá a dva lidé patřili k jiným církvím. Podle sčítání lidu z roku 1930 bylo z 328 obyvatel 45 Čechů, 282 Němců a jeden cizinec. Kromě dvou evangelíků a čtrnáci lidí bez vyznání se hlásili k římskokatolické církvi.
|           | 1869 | 1880 | 1890 | 1900 | 1910 | 1921 | 1930 | 1950 | 1961 | 1970 | 1980 |
| --------- | ---- | ---- | ---- | ---- | ---- | ---- | ---- | ---- | ---- | ---- | ---- |
| Obyvatelé | 220  | 267  | 283  | 325  | 354  | 372  | 328  | 160  | 160  | 155  | 41   |
| Domy      | 29   | 33   | 36   | 43   | 47   | 49   | 57   | 47   | .    | 38   | 11   |

## Obecní správa a politika
Po zrušení patrimoniální správy se Brany roku 1850 staly obcí v okrese Chomutov, ke které při sčítání lidu v letech 1869–1950 patřila osada Brančíky. Obcí Brany zůstaly až do roku 1960, kdy byly připojeny jako část obce k Březnu. Administrativně část obce zanikla k 1. lednu 1981.
Dne 22. května 1938 se konaly volby do obecních zastupitelstev. Z rozdělených 207 hlasů v Branech získala 183 hlasů Sudetoněmecká strana a 24 hlasů jiné české strany.

## Pamětihodnosti
Ve vesnici stával původně renesanční zámek s hospodářským dvorem. Z menších památek bylo významné sousoší Kalvárie z roku 1738 přestěhované do Libědic. Kromě něj byly u domu čp. 4 dvě sošky svatého Floriána a západně od vesnice stával kamenný kříž z roku 1761 s reliéfy světců (svatý Donát, svatý Roch a svatý Florián). Kříž byl po zničení vesnice přestěhován k Blahuňovu.